# Karkku
Karkku är en tätort (finska: taajama) i Sastamala stad (kommun) i landskapet Birkaland i Finland. Vid tätortsavgränsningen 31 december 2012 hade Karkku 546 invånare och omfattade en landareal av 2,97 kvadratkilometer.

## Kommunen
Karkku var en kommun i Tyrvis härad i Åbo och Björneborgs län i Finland.
Ytan var 177,6 km² och kommunen beboddes av 3 747 människor med en befolkningstäthet av 21,1 km² (1908-12-31).
Karkku var enspråkig finsk och blev del av Vammala 1 januari 1973. Vammala sammanslogs senare med kommunerna Mouhijärvi, Suodenniemi och Äetsä och bildade staden och kommunen Sastamala den 1 januari 2009.
I Karkku finns den medeltida Mariakyrkan.